# Челядиці
Челядиці (словац. Čeľadice) — село, громада округу Нітра, Нітранський край. Кадастрова площа громади — 10.47 км².
Населення 1034 особи  (станом на 31 грудня 2019 року).

## Історія
Челядиці згадується 1113 року.

## Населення
| Рік:            | 1994. | 2004.   | 2014.    | 2024.    |
| --------------- | ----- | ------- | -------- | -------- |
| Кількість осіб: | 786   | 762     | 930      | 1109     |
| Різниця:        |       | -3,05 % | +22,04 % | +19,24 % |

| Рік:            | 2023. | 2024.   |
| --------------- | ----- | ------- |
| Кількість осіб: | 1075  | 1109    |
| Різниця:        |       | +3,16 % |